# جيمس بي. هوغن (كاتب)
جيمس بي. هوغن (بالإنجليزية: James P. Hogan)‏ (27 يونيو 1941، لندن في المملكة المتحدة - 12 يوليو 2010 في جمهورية أيرلندا)؛ كاتب وروائي بريطاني.

## روابط خارجية
- جيمس بي. هوغن على موقع إن إن دي بي (الإنجليزية)